# Laudi alla Vergine Maria
Le Laudi alla Vergine Maria sono una composizione di carattere sacro scritta dal musicista italiano Giuseppe Verdi e facente parte della raccolta denominata Quattro pezzi sacri, composta dal maestro bussetano verso gli ultimi anni della sua vita.

## Caratteristiche e Storia
L'opera fu composta per coro di soprani e contralti a cappella, in italiano, su versi tratti dal Canto XXXIII del Paradiso di Dante, intorno al 1890, ed ebbe la sua anteprima mondiale a Parigi nel 1898.
Verdi fece dell'intelligibilità del testo dantesco una priorità, seguendo un'impostazione largamente omofonica e segnando la fine di ogni terzina con una cadenza. Il maestro compose inizialmente le Laudi come un lavoro per un soprano, un secondo soprano, un contralto ed un secondo contralto, come è stato eseguito a Parigi. Tuttavia, dalla prima di Vienna, nel 1898, è stata generalmente eseguita da un coro a quattro parti di donne.

## Testo
Il testo si basa su alcuni versi del Canto XXXIII del Paradiso di Dante, musicati intorno al 1890.

### Carattere dei versi
I versi dal Canto XXXIII del Paradiso di Dante Alighieri, il canto finale della Commedia, narrano del pellegrino Dante e della sua guida, San Bernardo di Chiaravalle nell'Empireo, al di là del mondo terreno. San Bernardo prega la Vergine Maria, a nome di Dante, che gli sia concessa la visione dei misteri ultimi di Dio. La sua preghiera ha inizio con tre verità teologiche: "Vergine madre, figlia del tuo Figlio, / Umile ed alta più che creatura ..."

### Versi cantati
Vergine madre, figlia del tuo Figlio,

Umile ed alta più che creatura,

Termine fisso d'eterno consiglio,
Tu se' colei che l'umana natura

Nobilitasti sì, che 'l suo Fattore

Non disdegnò di farsi sua fattura.
Nel ventre tuo si raccese l'amore

Per lo cui caldo nell'eterna pace

Così è germinato questo fiore.
Qui se' a noi meridïana face

Di caritate, e giuso, intra i mortali,

Se' di speranza fontana vivace.
Donna, se' tanto grande e tanto vali,

Che qual vuol grazia ed a te non ricorre,

Sua disïanza vuol volar senz'ali.
La tua benignità non pur soccorre

A chi domanda, ma molte fïate

Liberamente al dimandar precorre.
In te misericordia, in te pietate,

In te magnificenza, in te s'aduna

Quantunque in creatura è di bontate.
[Ave. Ave.]